# Communauté de communes Forêts, Lacs, Terres en Champagne
La communauté de communes Forêts, Lacs, Terres en Champagne est une communauté de communes française, située dans le département de l'Aube et la région Grand Est.

## Composition
La communauté de communes est composée des 15 communes suivantes :

| Nom                    | Code Insee | Gentilé     | Superficie (km2) | Population (dernière pop. légale) | Densité (hab./km2) |
| ---------------------- | ---------- | ----------- | ---------------- | --------------------------------- | ------------------ |
| Piney (siège)          | 10287      | Pinois      | 70,98            | 1 417 (2022)                      | 20                 |
| Assencières            | 10014      |             | 7,39             | 189 (2022)                        | 26                 |
| Avant-lès-Ramerupt     | 10021      |             | 20,77            | 156 (2022)                        | 7,5                |
| Bouy-Luxembourg        | 10056      |             | 12,04            | 248 (2022)                        | 21                 |
| Brévonnes              | 10061      | Brévonnais  | 19,77            | 667 (2022)                        | 34                 |
| Charmont-sous-Barbuise | 10084      | Charmontais | 38,33            | 1 039 (2022)                      | 27                 |
| Dosches                | 10129      | Doschois    | 20,64            | 312 (2022)                        | 15                 |
| Géraudot               | 10165      |             | 16,74            | 339 (2022)                        | 20                 |
| Longsols               | 10206      | Longsoldais | 12,61            | 132 (2022)                        | 10                 |
| Luyères                | 10210      | Luyons      | 17,37            | 460 (2022)                        | 26                 |
| Mesnil-Sellières       | 10239      | Maillotins  | 8,43             | 574 (2022)                        | 68                 |
| Onjon                  | 10270      | Gozets      | 22,31            | 260 (2022)                        | 12                 |
| Pougy                  | 10300      | Pougeats    | 8,96             | 266 (2022)                        | 30                 |
| Rouilly-Sacey          | 10328      |             | 19,48            | 388 (2022)                        | 20                 |
| Val-d'Auzon            | 10019      |             | 27,58            | 364 (2022)                        | 13                 |

## Compétences
- Assainissement non collectif
- Collecte des déchets des ménages et déchets assimilés
- Action sociale
- Création, aménagement, entretien et gestion de zone d'activités industrielle, commerciale, tertiaire, artisanale ou touristique
- Tourisme
- Établissements scolaires
- Création et réalisation de zone d'aménagement concerté (ZAC)
- Programme local de l'habitat
- Opération programmée d'amélioration de l'habitat (OPAH)
- Autres

## Historique
- 21 décembre 2005 : Création